# Dansk Jernbaneforbund
 For alternative betydninger, se DJF.
Dansk Jernbaneforbund (DJF) er en faglig organisation for ca. 10.000 medlemmer. Heraf ansatte ved offentlige og private jernbane- og transportselskaber. (Pr. 1. januar 2017 omfattede DJF 5.200 aktive medlemmer og 4.600 pensionister.)
Dansk Jernbaneforbunds medlemskare består af togførere, lokomotivførere, letbanefører, stationsbetjente samt bane- og elektropersonale og er tilknyttet Min A-kasse.

## Historie
Dansk Jernbaneforbund blev stiftet i 1899. Den faglige organisation var medlem af LO.
I 2014 havde forbundet ca. 5.100 medlemmer.

## Samarbejder
Dansk Jernbaneforbund er tilsluttet følgende organisationer og er undergivet disse organisationers love og bestemmelser:
- Statsansattes Kartel (StK)
- StK: Jernbanesektoren (StK:J)
- DJF er medlem af Fagbevægelsens Hovedorganisation (FH), men var tidligere medlem af LO
- Kommunale Tjenestemænd og Overenskomstansatte (KTO)
- Det Kommunale Kartel (DKK)
- Nordisk Transportarbejderforbund (NTF)
- Europæisk Transportarbejderforbund (ETF)
- Internationalt Transportarbejderforbund (ITF)

## Ekstern henvisning
- DJF's Hjemmeside